# Aventures Caraïbes
Aventures Caraïbes est une série télévisée française en quatre épisodes de 90 minutes diffusés à partir du 6 février 1997 sur M6. C'est la suite de Cœurs Caraïbes diffusée en décembre 1995 sur la même chaine.
Depuis 2021, l'intégralité de la série est disponible sur la plateforme gratuite Pluto TV.

## Synopsis
Déjà une semaine qu'ils sont mariés ! Après avoir surmonté tous les dangers, déjoué tous les pièges, levé tous les malentendus, Linda et Lucas ont délaissé les Antilles pour filer le parfait amour sur les rivages ensoleillés de la Colombie. Il leur faut maintenant apprendre à partager les joies mais aussi les servitudes de la vie commune. Ce n'est pas si simple car en amour, Linda est plutôt du genre possessif...
Greg libère Linda et Pablito et les conduit sur l'île aux Coraux. Hélas, Lucas est déjà sur la piste du savant. En revanche, Linda fait la connaissance de Tanya. Elle est surprise d'apprendre que la jeune femme est agent secret, et a été mariée à Lucas. Linda pense que Lucas na pas cessé de lui mentir...
Linda ne se résigne pas à admettre que l'union passagère des deux ex-agents secrets n'était motivée que par des raisons professionnelles et elle ne dissimule pas son hostilité à cette cohabitation forcée. Tanya n'est pas du genre à se laisser faire. Elle répond aux piques de Linda avec la fermeté qui convient mais toujours avec humour et une nonchalante bienveillance : que la jeune femme ait du caractère n'est pas pour lui déplaire... D'ailleurs, les petites querelles font bientôt place à la solidarité face aux multiples épreuves qui jalonnent leur périlleux parcours...

Depuis le début, l'ombre de Huerta plane au-dessus des deux baroudeuses. Chantages, meurtres... Cet homme brutal et manipulateur ne recule devant rien pour parvenir à ses fins et réaliser son rêve le plus fou : bâtir un gigantesque casino pour milliardaires au cœur de la jungle. Ce soir, il doit annoncer publiquement son projet au cours du somptueux bal costumé qu'il organise dans son hacienda...

## Distribution
- Vanessa Demouy : Linda
- Patrick Forster-Delmas : Lucas
- Luca Vellani : Domingo
- Denise Virieux : Tanya
- Jean-Michel Dagory : Gael
- Michel Albertini : Huerta
- Ruben Benichou : Pablito

## Fiche technique
- Réalisation : Paolo Barzman
- Scripteurs : Paolo Barzman, Sandra Joxe, Caroline Thivel, Laurent Vachaud, Chris Vander Stappen
- Producteur exécutif : Amaya Vrtizuerea
- Producteur : Cécile Roger-Machart
- Directeur de la photographie:  Jonny SEMECO
- Sociétés de production : Elma Productions et M6 Métropole Télévision
- Genre : Aventure , Action

## Épisodes
La série est constituée de quatre épisodes :
1. Lune de miel
2. Rêves ou Mensonges
3. Deux filles au soleil
4. Au cœur de la jungle